# 糸田線
糸田線（日语：／ Itoda sen */?）是一條連結福岡縣田川郡福智町的金田站至同縣田川市的田川後藤寺站，屬於平成豐鐵道的鐵路線。
此路線繼承自舊日本國有鐵道（國鐵）的特定地方交通線，九州旅客鐵道（JR九州）糸田線。

## 路線資料
- 管轄（事業類別）：平成筑豐鐵道（第一種鐵道事業者）
- 路段（營業距離）：金田－田川後藤寺 6.8公里
- 軌距：1,067毫米
- 道床：全線有碴軌道
- 站數：6個（包括起終點站）
- 複線路段：沒有（全線單線）
- 電氣化路段：沒有（全線非電氣化（日语：非電化））
- 閉塞方式：特殊自動閉塞式（軌道回路檢知式）[1]。

## 車站列表
- 所有車站都位於福岡縣。
- 全線單線，中途沒有設置列車交會設施（全線1閉塞）。
- *是轉換時（後）設置的新站。

| 車站編號 | 中文站名   | 日文站名 | 英文站名 | 站間距離 | 營業距離 | 接續路線                           | 所在地       |
| -------- | ---------- | -------- | -------- | -------- | -------- | ---------------------------------- | ------------ |
| HC10     | 金田       |          |          | -        | 0.0      | 平成豐鐵道：伊田線                 | 田川郡福智町 |
| HC51     | 豐前大熊   |          |          | 1.5      | 1.5      |                                    | 田川郡糸田町 |
| HC52     | *松山      |          |          | 0.6      | 2.1      |                                    | 田川郡糸田町 |
| HC53     | 糸田       |          |          | 1.3      | 3.4      |                                    | 田川郡糸田町 |
| HC54     | *大藪      |          |          | 1.5      | 4.9      |                                    | 田川市       |
| HC55     | 田川後藤寺 |          |          | 1.9      | 6.8      | 九州旅客鐵道：日田彥山線、後藤寺線 | 田川市       |

### 廢除路段
（貨）顯示貨物站。
- 糸田站－（貨）豐國站